# Richard Krüger
Carl Richard Krüger (Gera, 13 februari 1856 – Baden-Baden, 1932) was een Nederlands hoboïst van Duitse komaf.
Hij was zoon van de Duitse wever Johann Ferdinand Krüger en Johanne Christiane Geitner. Hijzelf was getrouwd met Frederika Christina Wilhelmina Brinkmann.
Hij kreeg zijn muziekopleiding in Gera in eerste instantie op de viool. Hij raakte echter in de ban van de klanken van de hobo en nam lessen bij de eerste hoboïst van het stedelijk orkest in zijn geboorteplaats. Hij werd vervolgens hoboïst in Bautzen, Dresden en Leipzig. In 1877 vestigde hij zich rondom Arnhem en speelde bij de voorloper van de Arnhemsche Orkest Vereeniging van Hendrik Arnoldus Meijroos. In maart 1878 nam hij plaats in het Parkorkest van Willem Stumpff en bespeelde zowel hobo als althobo. Ondertussen was hij ook te horen in Felix Meritis en speelde aldaar op verzoek van koning Willem III der Nederlanden de solo van de Willem Tellouverture. In 1880 schoof hij door naar het Paleisorkest van Johannes Meinardus Coenen, maar wisselde dat in 1882 voor een functie van eerste hoboïst van de Amsterdamsche Orkest Vereeniging, opnieuw van Willem Stumpff, maar keerde na een jaar weer terug; het Paleisorkest, toen daar Willem Kes de baton hanteerde. Van 1885 tot 1888 was hij hoboïst van het orkest van Frans Wedemeijer en daarna van het opgerichte Concertgebouworkest, waar hij voor langere tijd hobo, althobo en oboe d'amore speelde. Hij raakte zakelijk bevriend met dirigent Willem Mengelberg en kwam (daardoor) in conflict met Willem Hutschenruijter. In 1895 combineerde hij die functie met docent aan de Amsterdamse Muziekschool en was ook enige tijd (tweede) voorzitter van de Amsterdamse Toonkunstenaarsvereniging, maar stopte daar in 1904 mee. In dat jaar kwam het tot een breuk in het Concertgebouworkest, een crisis tussen de partijen pro- en anti-Mengelberg, die leidde tot het vertrek van een aantal prominenten van het orkest. Krüger was vervolgens betrokken van het opvullen van de vacatures met pro-Mengelbergmusici. Vanaf 1906 was hij voorzitter van de Nieuwe Toonkunstenaarsvereniging; vanaf 1909 voorzitter van Maatschappij Caecilia. Vanaf de jaren tien werd zijn spel minder, maar Mengelberg en de door hem aangestelde musici bleven hem beschermen.
Op 22 oktober 1905 gaf het Concertgebouworkest een concert ter gelegenheid van zijn 25-jarig jubileum als eerste hoboïst. 
In 1922 ging hij met pensioen en vertrok naar Baden-Baden; er werd niets meer van hem en zijn Nieuwe Toonkunstenaarsvereniging vernomen.